# El-Diquís-Wasserkraftwerk-Projekt
Das El-Diquís-Wasserkraft-Projekt ist ein Staudamm-Projekt des ICE (Instituto Costarricense de Electricidad), der Elektrizitätsversorgung von Costa Rica, das derzeit in der Planung ist. Es liegt zwischen Buenos Aires, Osa, und Pérez Zeledón. Es wird mit 631 MW bei Fertigstellung das leistungsstärkste Wasserkraftwerk Zentralamerikas sein. Es wird Elektrizität für mehr als eine Million Verbraucher erzeugen; damit übertrifft es das Pirrís-Wasserkraftwerk, das im Januar 2011 fertig wurde und im September 2011 mit der Produktion beginnen sollte. Für das Projekt wird 7363,5 Hektar Land verbraucht, davon 915,6 Hektar indigenes Territorium. Es werden in der Region 3500 Arbeitsplätze geschaffen und die produzierte Elektrizität könnte in die Nachbarländer exportiert werden. Wenn der Bau 2018[veraltet] beginnt, könnte er 2025 fertiggestellt sein.
Das Wasserkraftwerk der Talsperre soll in einiger Entfernung bei Palmar Norte stehen. Dazu gehören zwei Überleitungsstollen.

## Vorherige Planung Boruca
Das 2 Mrd. US-Dollar teure Großprojekt ist der Nachfolger des Talsperren-Projekts Boruca, dieses ist seit mehr als 30 Jahren in Planung. Es heißt nun „Proyecto Hidroeléctrico Diquis“. Diquis bedeutet „Großer Fluss“ in der Sprache der Terraba. Bisher wurde das Projekt nach dem Volk „Boruca“ benannt und lag an einem etwas anderen Standort. Dieses schloss ein Aluminiumwerk ein. Proteste des Boruca-Volkes verhinderten den Bau. Der Bauherr ICE verlegte danach das Projekt in das direkt westlich angrenzende Land der Térraba. Nun soll der Río General statt des Río Térraba aufgestaut werden. Der Térraba entsteht aus dem Zusammenfluss von Río General und Río Coto Brus.

## Indigener Protest
Die Baupläne werden von dem indigenen Volk der Terraba bekämpft, unter anderem weil ca. 1500 Menschen umgesiedelt werden müssten.

## Zum Kontext
Costa Rica produziert seit Anfang 2015 seinen Strom zu 100 % aus erneuerbaren Energien.
Etwa 2006 hatte Costa Rica Geothermiekraftwerke mit einer Leistung von 145 Megawatt (MW) und Windkraftanlagen mit 62 MW. Die Geothermie-Leistung wurde bis 2012 um fast 50 % gesteigert und die der Windkraftanlagen auf 148 MW. Von 2015 bis 2025 sollen 210 MW Leistung aus Geothermie und 215 MW aus Windkraft zugebaut werden. 2021 soll das Land seinen Strom komplett CO2-neutral produzieren. Möglicherweise werden Überkapazitäten geschaffen.
Die Preise für Windkraftanlagen sind gesunken.